# Терентьев, Денис Сергеевич
Дени́с Серге́евич Тере́нтьев (род. 13 августа 1992, Санкт-Петербург) — российский футболист, защитник «Зенита-2».

## Клубная карьера
Воспитанник академии «Зенита». В молодёжном первенстве дебютировал в 2010 году, в матче 21-го тура против «Терека», выйдя на замену на 66-й минуте вместо Андрея Васильева. Позже в турнире сыграл ещё три матча. В следующем году принял участие уже в 21 игре, дважды поразив ворота. В 2012 году Лучано Спаллетти взял его в основную команду и 13 мая, в последнем туре чемпионата, Терентьев дебютировал в Премьер-лиге, выйдя на замену в гостевом матче против «Анжи» (2:0) на 89-й минуте вместо Томаша Губочана.
6 сентября 2012 года Терентьев на правах аренды до конца сезона 2012/13 перешёл в «Томь». Дебют в составе томского клуба состоялся 2 октября в матче против «Спартака-Нальчик», когда он вышел на поле вместо Павла Голышева за 9 минут до конца игры. Всего в сезоне 2012/13 Терентьев принял участие в 15 матчах «Томи» в первенстве ФНЛ, в которых забил один гол, и помог команде вернуться в премьер-лигу. 6 июня 2013 года срок аренды Терентьева был продлён до конца сезона 2013/14. В феврале 2015 года стало известно, что футболист вновь на правах аренды перейдёт в томский клуб. После досрочного окончания аренды в июле 2015 года перешёл в «Ростов».
5 июня 2017 года Терентьев вернулся в «Зенит». 2 сентября 2019 года отправился в аренду до конца сезона 2019/20 в «Уфу». 16 сентября в матче против «Динамо» (0:0), дебютировал в составе «Уфы».
15 октября 2020 года было объявлено о переходе защитника в ФК «Ростов».
27 мая 2024 покинул «Ростов» после окончания контракта.
Сезон 2024/25 провёл в калининградской «Балтике». 30 июня 2025 года покинул клуб из-за окончания контракта.

## Карьера в сборной
До 2012 года Терентьев выступал за юношеские сборные России до 18 и до 19 лет. 8 мая 2013 года был включён в расширенный список игроков, которые могут быть вызваны в молодёжную сборную России для подготовки к участию в молодёжном чемпионате Европы 2013, однако в заявку на турнир он включён не был.
31 мая 2013 года попал в расширенный список студенческой сборной России для участия во Всемирной Универсиаде в Казани, но в окончательный список игроков включён не был.

## Личная жизнь
Денис Терентьев познакомился с Анжеликой Абросовой в Томске, где провёл в клубе «Томь» на правах аренды три сезона. 6 декабря 2015 года сочетались браком в Санкт-Петербурге. 21 декабря 2016 у супругов родился сын Ярослав.

## Достижения
«Зенит»
- Чемпион России (2): 2011/12, 2018/19

«Томь»
- Серебряный призёр первенства ФНЛ: 2012/13

«Зенит-2»
- Серебряный призёр Первенства ПФЛ: 2014/15 (зона «Запад»)

«Ростов»
- Серебряный призёр чемпионата России: 2015/16

«Балтика»
- Победитель Первой лиги: 2024/25

## Статистика
| Клуб             | Сезон            | Лига | Лига | Кубки | Кубки | Еврокубки | Еврокубки | Прочее | Прочее | Итого | Итого |
| Клуб             | Сезон            | Игры | Голы | Игры  | Голы  | Игры      | Голы      | Игры   | Голы   | Игры  | Голы  |
| ---------------- | ---------------- | ---- | ---- | ----- | ----- | --------- | --------- | ------ | ------ | ----- | ----- |
| Зенит (СПб)      | 2011/12          | 1    | 0    | —     | —     | —         | —         | —      | —      | 1     | 0     |
| Зенит (СПб)      | Итого            | 1    | 0    | —     | —     | —         | —         | —      | —      | 1     | 0     |
| → Томь           | 2012/13          | 15   | 1    | 0     | 0     | —         | —         | —      | —      | 15    | 1     |
| → Томь           | 2013/14          | 1    | 0    | 1     | 0     | —         | —         | 1      | 0      | 3     | 0     |
| → Томь           | 2014/15          | 9    | 1    | —     | —     | —         | —         | 2      | 0      | 11    | 1     |
| → Томь           | Итого            | 25   | 2    | 1     | 0     | —         | —         | 3      | 0      | 29    | 2     |
| → Зенит-2        | 2014/15          | 17   | 3    | —     | —     | —         | —         | —      | —      | 17    | 3     |
| → Зенит-2        | Итого            | 17   | 3    | —     | —     | —         | —         | —      | —      | 17    | 3     |
| Ростов           | 2015/16          | 14   | 0    | —     | —     | —         | —         | —      | —      | 14    | 0     |
| Ростов           | 2016/17          | 24   | 0    | —     | —     | 12        | 0         | —      | —      | 36    | 0     |
| Ростов           | Итого            | 38   | 0    | —     | —     | 12        | 0         | —      | —      | 50    | 0     |
| Зенит (СПб)      | 2017/18          | 4    | 0    | 1     | 0     | 3         | 0         | —      | —      | 8     | 0     |
| Зенит (СПб)      | 2018/19          | 1    | 0    | —     | —     | —         | —         | —      | —      | 1     | 0     |
| Зенит (СПб)      | 2019/20          | 2    | 0    | 0     | 0     | —         | —         | —      | —      | 2     | 0     |
| Зенит (СПб)      | 2020/21          | 1    | 0    | —     | —     | —         | —         | —      | —      | 1     | 0     |
| Зенит (СПб)      | Итого            | 8    | 0    | 1     | 0     | 3         | 0         | —      | —      | 12    | 0     |
| → Зенит-2        | 2018/19          | 20   | 0    | —     | —     | —         | —         | —      | —      | 20    | 0     |
| → Зенит-2        | Итого            | 20   | 0    | —     | —     | —         | —         | —      | —      | 20    | 0     |
| → Уфа            | 2019/20          | 10   | 1    | 2     | 0     | —         | —         | —      | —      | 12    | 1     |
| → Уфа            | Итого            | 10   | 1    | 2     | 0     | —         | —         | —      | —      | 12    | 1     |
| Ростов           | 2020/21          | 15   | 0    | —     | —     | —         | —         | —      | —      | 15    | 0     |
| Ростов           | 2021/22          | 25   | 1    | 1     | 0     | —         | —         | —      | —      | 26    | 1     |
| Ростов           | 2022/23          | 16   | 0    | 5     | 0     | —         | —         | —      | —      | 21    | 0     |
| Ростов           | 2023/24          | 14   | 0    | 9     | 1     | —         | —         | —      | —      | 23    | 1     |
| Ростов           | Итого            | 70   | 1    | 15    | 1     | —         | —         | —      | —      | 85    | 2     |
| Балтика          | 2024/25          | 16   | 0    | 3     | 0     | —         | —         | —      | —      | 19    | 0     |
| Балтика          | Итого            | 16   | 0    | 3     | 0     | —         | —         | —      | —      | 19    | 0     |
| Всего за карьеру | Всего за карьеру | 205  | 7    | 22    | 1     | 15        | 0         | 3      | 0      | 245   | 8     |